# Le nonce du Lehistan n'est pas encore arrivé

« Le nonce du Lehistan n'est pas encore arrivé » (en polonais Poseł Lechistanu jeszcze nie przybył ; en turc Lehistan sefiri yoldadır) est une réplique dont la véracité historique n'est pas entièrement avérée, et que l'on prétend avoir été rituellement annoncée lors des réceptions diplomatiques par le sultan de l'Empire ottoman, comme une réponse au chef du protocole qui demanderait quant à lui « Où est le nonce du Lehistan ? ». 
Cette réplique est présentée comme une façon pour les Ottomans de critiquer les partages de la Pologne, que l'Empire ottoman avait refusé de reconnaître. L'histoire est cependant remise en question par les historiens car aucune trace d'une telle habitude n'a été trouvée. Les plus anciennes traces écrites connues de cette histoire remontent aux années 1930 et 1940 et sont attribuées à Michał Sokolnicki, un ambassadeur de Pologne en Turquie, qui la racontait lors de réunions diplomatiques,.

## Histoire
L'histoire veut que, après le troisième partage de la Pologne en 1795, chaque fois que le sultan de l'Empire ottoman recevait le corps diplomatique, il faisait garder une chaise vide réservée au représentant de la République des Deux Nations. Ce faisant, le chef du protocole demandait ostensiblement « Où est le nonce du Lehistan ? », recevant la réponse « Votre Excellence, le nonce du Lehistan n'a pu venir en raison d'empêchements vitaux » ; ou, selon d'autres versions, « le nonce du Lehistan n'est pas encore arrivé ». Les Ottomans exprimeraient ainsi leur désapprobation des partages de la Pologne vis-à-vis des Royaume de Prusse, Empire russe et habsbourgeois. À noter que le nom de Lehistan (« Terre de Lech ») est un terme aujourd'hui archaïque désignant la Pologne en turc ottoman (dans la langue moderne, elle est connue sous le nom de Polonya).
L'histoire trouve son origine dans le fait qu'après les partages de la Pologne, l'Empire ottoman et la Perse qadjare furent les seuls grands pays à ne pas reconnaître la suppression de la République des Deux Nations. D'autres sources affirment que l'Empire ottoman était même le seul pays à ne pas avoir reconnu les partages,.
La première trace écrite de cette histoire provient de Michał Sokolnicki, qui fut ambassadeur de Pologne en Turquie entre 1936 et 1945. Il a appris l'histoire d'Ali Fuat Cebesoy, un officier de l'armée et homme politique turc, qui connaissait la communauté polonaise d'Istanbul. Cebesoy a affirmé que cette habitude a perduré jusqu'à la fin du sultanat et qu'il en a été témoin en personne en tant que jeune officier sous le règne du sultan Abdülhamid II. L'exactitude de ce récit est largement remise en question par les historiens, car aucune trace d'une telle habitude n'a été trouvée.